# Trying to Burn the Sun
Trying to Burn the Sun третій і останній альбом виданий американським рок гуртом Elf.

## Список композицій
Автор музики і слів Діо і Соул. 
| #  | Назва                | Тривалість |
| -- | -------------------- | ---------- |
| 1. | «Black Swampy Water» | 3:43       |
| 2. | «Prentice Wood»      | 4:37       |
| 3. | «When She Smiles»    | 4:54       |
| 4. | «Good Time Music»    | 4:30       |
| 5. | «Liberty Road»       | 3:22       |
| 6. | «Shotgun Boogie»     | 3:07       |
| 7. | «Wonderworld»        | 5:03       |
| 8. | «Streetwalker»       | 7:07       |

## Учасники

### Гурт
- Ронні Джеймс Діо: Вокал, додаткова бас-гітара
- Стів Едвардс: Гітара
- Мікі Лі Соул: Клавішні, додаткова гітара
- Крейг Грабер: бас-гітара
- Гері Дріскол: Ударні
- Марк Носіф: Перкусія

### Додаткові музиканти
- Хелен Чапелль, Барі Джон, Ліза Страйк: Додатковий вокал
- Mountain Fjord Orchestra: Струнні